# 917 (numero)
Novecentodiciassette (917) è il numero naturale dopo il 916 e prima del 918.

## Proprietà matematiche
- È un numero dispari.
- È un numero composto con 4 divisori: 1, 7, 131, 917. Poiché la somma dei suoi divisori (escluso il numero stesso) è 139 < 917, è un numero difettivo.
- È un numero semiprimo.
- È un numero nontotiente in quanto dispari e diverso da 1.
- È un numero intero privo di quadrati.
- È un numero malvagio.
- È un numero congruente.
- È parte delle terne pitagoriche  (917, 3144, 3275), (917, 8556, 8605), (917, 60060, 60067), (917, 420444, 420445).

## Astronomia
- 917 Lyka è un asteroide della fascia principale del sistema solare.
- NGC 917 è un galassia spirale della costellazione del Triangolo.

## Astronautica
- Cosmos 917 è un satellite artificiale russo.